# Hohgwächte
L'Hohgwächte (3.740 m s.l.m.) è una montagna del Massiccio del Mischabel nelle Alpi Pennine. Si trova nel Canton Vallese.

## Caratteristiche
La montagna è collocata ad ovest del più alto Dom (4.545 m) dal quale è separato dal Festijoch (3.723 m). Sovrasta il comune di Randa.